# 汪纪戎
汪纪戎（1944年—），安徽肥西人，汉族，中华人民共和国政治人物、第十一届全国人民代表大会安徽地区代表。
毕业于上海同济大学路桥系桥隧道工程专业。加入农工党。2008年，担任全国人大常委会委员、全国人大环境与资源保护委员会副主任委员，农工党中央专职副主席，全国妇联副主席。